# 아오보즈 (밴드)
아오보우즈(藍坊主)는 일본의 록 밴드이다.

## 멤버
- 후지모리 신이치
- 호지 hozzy
- 다나카 유이치
- 와타바네 다쿠로

## 내력
- 고등학교 시절, 서로 다른 밴드에서 활동하던 호지와 후지모리가 의기투합해 멤버를 모아서 우르후르즈의 카피밴드인 '더 블루보즈'를 결성.
- 밴드 이름을 아오보즈로 바꿈. 고등학교를 졸업하고 후지모리의 소꿉친구인 다나카가 기타로 가입 후 도쿄로 진출한다.
- 2003년 2월 12일, BUDDY RECORDS에서 인디즈 데뷔 앨범 《아오보즈》를 발매.
- 2004년 3월 5일, 드러머를 맡고 있던 가메이가 탈퇴한다.
- 2004년 5월 12일, 토이즈팩토리에서 1st앨범 《히로시게부루》를 발매해 메이저 진출을 완수한다.
- 2005년 3월 16일부터, 다나카의 고등학교 시절 친구인 와타나베가 드러머로 정식 가입해, 현재에 이른다.